# ۱۳۳۱ (میلادی)
۱۳۳۱ (میلادی) هزار و سیصد و سی و یکمین سال تقویم میلادی است.

## زادگان
- ۳۰ آوریل – گستون ۳ دو فوآ-بئارن، نویسنده و شاعر فرانسوی (د. ۱۳۹۱)